# Камен Николов
Камен Ненов Николов е български поет и оперен певец.

## Биография
Роден е на 7 април 1966 г. в гр. Варна. Завършва музикалното училище „Добри Христов“ във Варна с профил „класическо пеене“. Свири на цигулка от осемгодишен и на пиано от четиринадесетгодишен. Владее италиански език. Бил е хорист в Ансамбъл за песни и танци на Военноморския флот. През 1990 г. и 1991 г. взема участие във фестивали във Финландия и Гърция в състава на хор „Приятели на музиката“. От 1990 г. до днес включително пее в хора при Катедрален храм „Св. Успение Богородично“ – град Варна. През 2004 г. Катедралния хор, в който пее и Камен Николов, печели първа награда на Фестивала на църковната музика в „Печорската лавра“ в град Киев. От 1993 г. Камен Николов пее в частен църковен хор „Еуфоникос“. В периода на 90-те години до 2015 г. пее в групата „Руска тройка“. След 1994 г. пее в хор „Царевич Козакен“, с които е осъществил концерти в Германия, Австрия и Италия. От 2001 г. до днес включително работи в Държавна опера – Варна като бас в оперния хор. От 2017 г. пее и в частна „Опера 2001“, с която е осъществил спектакли в Испания, Франция и Португалия. От 2016 г. Камен Николов учавства в ролята на Дюма в операта „Андре Шение“.

## Творческа дейност
Камен Николов пише стихове от малък. Още през 1986 г. печели първа награда на поетичния конкурс на вестник „Димитровска вахта“. По негови стихове са написани няколко песни от репертоара на естрадния раздел на Военноморския ансамбъл във Варна. През 1993 г. става член на Сдружението на писателите в град Варна. През същата година е издадена и първата му стихосбирка „В сянката на Нострадамус“.
Публикува стихове във в-к „Димитровска вахта“, в-к „Народна армия“, в-к „Полет“, в-к „Свободен народ“, в-к „Епоха“, сп. „Море“, в-к „КИЛ“. Участва и в два от алманасите на варненските писатели – „Сдружението на писателите – Варна“ за 2005 и 2006 г. В алманаха от 2005 г. публикува стихотворенията „Последна гара“, „Жаждата на дървото“, „Предчувствие“. В алманаха за 2006 г. публикува „Рибари“, „Моряшка орис“, „Брегът и морето“.
Творчеството му е повлияно от поета Борис Христов.

## Личен живот
През младежките си години е бил член на партия БСДП, председател на младежката организация към същата партия във Варна. Негова съпруга е Надя Стойчева – известна през деветдесетте години журналистка, преподавател по философия и психология.